# Tibúrcio Gonçalves de Paula (político)
Tibúrcio Gonçalves de Paula (Viçosa do Ceará, 14 de abril de 1854 — 20 de novembro de 1937) foi latifundiário e político brasileiro. Foi grande chefe político no estado do Ceará, e foi presidente do poder legislativo naquele estado.

## Biografia
Nasceu na então vila de Viçosa, filho de Vicência Maria do Espírito Santo e de Vicente Gonçalves de Paula, alferes da Guarda Nacional.
Dedicou-se desde muito jovem à agricultura, tornando-se um dos maiores proprietários rurais da Serra da Ibiapaba, tornando-se influente também na política local.
Assumiu seu primeiro cargo público ao ser eleito secretário do Gabinete São-Beneditense de Leitura, fundado pelo Dr. Adolfo Campelo, em 19 de agosto de 1886. A partir de então, tornou-se grande incentivador do desenvolvimento deste núcleo de instrução e, posteriormente, do ensino público de São Benedito, onde passou a residir, procurando criar naquela cidade o maior número possível de escolas públicas.
Eleito primeiro vice-presidente do Estado, assumiu o governo estadual entre 10 de março e 12 de julho de 1908, na ausência do presidente titular, Nogueira Accioli.
Como deputado estadual, destacou-se na Assembleia Legislativa por sua atuação ardorosa pelos em favor dos interesses de sua base eleitoral. Por esse tempo, tornou-se presidente do Partido Republicano Conservador de São Benedito, Campo Grande (atual Guaraciaba do Norte), Ibiapina e Ubajara. Em 1915 foi eleito presidente da Assembleia Legislativa por seus seus pares, função que exerceu até 1919.
Sua carreira política chegou ao fim com a derrota do Partido Republicano nas eleições de 1920. Na época, negou apoio ao presidente estadual João Tomé, que buscava a reeleição, recusando todas as vantagens que lhe foram oferecidas, repelindo todas as propostas no sentido de romper com seu partido. A partir de então, passou a ser perseguido politicamente. Vicente, no entanto, nunca cedeu às pressões externas.
Em 21 de agosto de 1875, em São Benedito, casou-se com Aquilina Elisa Gomes da Silva, natural de Imperatriz (atual Martins), no Rio Grande do Norte, nascida em 2 de setembro de 1845, filha de Lina Umbelina Dantas de Freitas e do capitão Manuel Gonçalves da Silva Lisboa. Em 4 de março de 1873 foi diplomada professora em Fortaleza, e nomeada pelo então presidente Francisco de Assis Oliveira Maciel para a cadeira de São Benedito, na qual se aposentou em 17 de novembro de 1890, por ato do presidente Luís Antônio Ferraz. Faleceu em 20 de abril de 1937.
Aquilina e Tibúrcio foram os pais adotivos de Joaquim Bastos Gonçalves, sobrinho do último, que perdeu os pais com apenas dois anos de idade. Mais tarde, também ele seria presidente da Assembleia Legislativa do Ceará.